# Campionato mondiale militare di scherma 2018
Il Campionato mondiale militare di scherma del 2018 ("2018 World Military Fencing Championships") è stato organizzato dalla Federazione internazionale della scherma e si è svolto a Nancy in Francia dal 13 al 16 dicembre.
Nel fioretto, si sono aggiudicati i titoli di campione e campionessa mondiale militare il russo Timur Safin, che ha battuto in finale il tedesco Benjamin Kleibrink, e la russa Inna Gracheva che ha avuto la meglio sulla polacca Hanna Lyczbinska.
Nella spada l'ucraino Roman Svichkar ha battuto in finale il connazionale Igor Reizlin, ottenendo il titolo mondiale militare maschile, mentre tra le donne la russa Tatyana Andryushina ha superato la francese Alexandra Louis Marie.
Nella sciabola l'italiano Gabriele Foschini prevale sul connazionale Alberto Pellegrini, mentre la russa Dina Galiakbarova ha battuto la connazionale Sofya Velikaya.
Nel campionato mondiale militare a squadre maschili, la nazionale russa ha prevalso nella finale del fioretto contro la Francia, mentre la nazionale ucraina ha vinto nella spada contro la formazione polacca, ed infine la nazionale russa ha avuto la meglio sulla compagine italiana nella sciabola.
Nel campionato mondiale militare a squadre femminili, la nazionale russa ha prevalso nella finale del fioretto contro la Polonia, l'Italia ha vinto nella spada contro la compagine francese, ed infine la formazione francese ha avuto la meglio sulla nazionale russa nella sciabola.

## Podi

### Uomini
| Specialità  | Oro                                                                         | Argento                                                                        | Bronzo                                                            |
| Individuali |                                                                             |                                                                                |                                                                   |
| Fioretto    | Timur Safin                                                                 | Benjamin Kleibrink                                                             | Timur Arslanov Guillaume Bianchi                                  |
| Spada       | Roman Svičkar                                                               | Ihor Rejzlin                                                                   | Alan Fardzinov Radoslaw Zawrotniak                                |
| Sciabola    | Gabriele Foschini                                                           | Alberto Pellegrini                                                             | Maxence Lambert Tom Seitz                                         |
| A squadre   |                                                                             |                                                                                |                                                                   |
| Fioretto    | Russia Timur Arslanov Aleksej Čeremisinov Timur Safin Dmitrij Žerebčenko    | Francia Enzo Lefort Baptiste Mourrain Maxime Pauty Alexandre Sido              | Italia Guillaume Bianchi Lorenzo Nista Damiano Rosatelli -        |
| Spada       | Ucraina Maksym Chvorost Bohdan Nikišyn Ihor Rejzlin Roman Svičkar           | Polonia Mateusz Antkiewicz Seweryn Brzozowski Mateusz Nycz Radoslaw Zawrotniak | Francia Aymerick Gally Kryss Lambert Lois Michel -                |
| Sciabola    | Russia Kamil' Ibragimov Anatolij Kostenko Konstantin Lochanov Mark Stepanov | Italia Leonardo Dreossi Gabriele Foschini Alberto Pellegrini -                 | Francia Charles Colleau Xavier Garneret Maxence Lambert Tom Seitz |

### Donne
| Specialità  | Oro                                                                                | Argento                                                                            | Bronzo                                                                 |
| Individuali |                                                                                    |                                                                                    |                                                                        |
| Fioretto    | Inna Gračëva                                                                       | Hanna Łyczbińska                                                                   | Jana Alborova Adelina Zagidullina                                      |
| Spada       | Tat'jana Andrjušina                                                                | Alexandra Louis-Marie                                                              | Danuta Dmowska Roberta Marzani                                         |
| Sciabola    | Dina Galiakbarova                                                                  | Sof'ja Velikaja                                                                    | Ol'ga Nikitina Angelika Wątor                                          |
| A squadre   |                                                                                    |                                                                                    |                                                                        |
| Fioretto    | Russia Jana Alborova Inna Gračëva Aida Šanaeva Adelina Zagidullina                 | Polonia Martyna Jelińska Hanna Łyczbińska Martyna Synoradzka Małgorzata Wojtkowiak | Francia Anita Blaze Chloé Jubenot Pauline Ranvier -                    |
| Spada       | Italia Francesca Boscarelli Marta Ferrari Roberta Marzani -                        | Francia Alison Berger Mélissa Goram Alexandra Louis-Marie Coraline Vitalis         | Polonia Blanka Blach Danuta Dmowska Magdalena Piekarska Ewa Trzebińska |
| Sciabola    | Francia Manon Apithy-Brunet Caroline Queroli Margaux Rifkiss Charleine Taillandier | Russia Dina Galiakbarova Ol'ga Nikitina Sof'ja Velikaja Svetlana Kormilicyna       | Polonia Bogna Jóźwiak Aleksandra Socha Angelika Wątor -                |

## Medagliere
| Pos.   | Nazione    | Oro | Argento | Bronzo | Totale |
| ------ | ---------- | --- | ------- | ------ | ------ |
| 1      | Russia     | 7   | 2       | 4      | 13     |
| 2      | Italia     | 2   | 2       | 3      | 7      |
| 3      | Ucraina    | 2   | 1       | 0      | 3      |
| 4      | Francia    | 1   | 3       | 5      | 9      |
| 5      | Polonia    | 0   | 3       | 5      | 8      |
| 6      | Germania   | 0   | 1       | 0      | 1      |
| 7      | Uzbekistan | 0   | 0       | 1      | 1      |
| Totale | Totale     | 12  | 12      | 18     | 42     |